# Kap McNab
Das Kap McNab ist ein 350 m hohes Kap, welches das südliche Ende von Buckle Island in der Gruppe der ostantarktischen Balleny-Inseln bildet.
Namensgeber des Kaps ist John McNab, Zweiter Maat des Schoners Eliza Scott, mit dem der britische Seefahrer John Balleny im Februar 1839 im Rahmen seiner Antarktisexpedition (1838–1839) die Balleny-Inseln entdeckte.